# Verdandisten
Verdandisten är en tidskrift som ges ut av den socialpolitiska organisationen Verdandi. Tidskriften har getts ut sedan 1897.